# Пинлу (Шочжоу)
Пинлу́ (кит. упр. 平鲁, пиньинь Pínglǔ) — район городского подчинения городского округа Шочжоу провинции Шаньси (КНР).

## История
При империи Мин в 1485 году был создан Пинлуский караул (平虏卫). После завоевания страны маньчжурами второй иероглиф был заменён с 虏 на 鲁, а в 1725 году караул был преобразован в уезд.
После образования КНР уезд был передан в состав провинции Чахар. В 1952 году провинция Чахар была расформирована, и 13 уездов, переданных в состав провинции Шаньси, были объединены в Специальный район Ябэй (雁北专区). В 1958 году уезд Пинлу был присоединён к уезду Шосянь. В 1959 году Специальный район Ябэй и Специальный район Синьсянь (忻县地区) были объединены в Специальный район Цзиньбэй (晋北专区). В 1961 году Специальный район Цзиньбэй был вновь разделён на Специальный район Ябэй и Специальный район Синьсянь; при этом уезды Шосянь и Пинлу были вновь разделены. В 1970 году Специальный район Ябэй был переименован в Округ Ябэй (雁北地区).
В марте 1988 года постановлением Госсовета КНР был образован городской округ Шочжоу, а бывший уезд Пинлу стал районом Пинлу в его составе.

## Административное деление
Район делится на 2 посёлка и 11 волостей.